# Roberto Santamaría
Roberto Santamaría Ciprián (ur. 27 lutego 1985 w Pampelunie) – hiszpański piłkarz występujący na pozycji bramkarza, zawodnik UD Logroñés.

## Życiorys

### Kariera klubowa
Od 2004 był zawodnikiem hiszpańskich klubów: CA Osasuna B, UD Las Palmas B, UD Las Palmas, Málaga CF, Girona FC, SD Ponferradina, CA Osasuna, RCD Mallorca, CF Reus Deportiu, SD Huesca i Rayo Vallecano.
1 września 2020 podpisał kontrakt z hiszpańskim klubem UD Logroñés z Segunda División B, umowa do 30 czerwca 2021; bez odstępnego.